# Elecciones parlamentarias de Somalilandia británica de 1959
Las elecciones parlamentarias se llevaron a cabo en la Somalilandia británica el 18 de marzo de 1959, las primeras elecciones en el territorio. Fueron boicoteados por la Liga Nacional Somalí, lo que permitió que el moderado Frente Unido Nacional ganara la mayoría de los escaños electos.

## Antecedentes
El Consejo Legislativo se estableció en 1957 e inicialmente estaba integrado por el Gobernador, 3 miembros ex officio, cinco funcionarios gubernamentales y seis miembros designados por el Gobernador. Las reformas constitucionales de 1958 aumentaron el consejo a 30 miembros; el Gobernador, 15 funcionarios, dos miembros designados y 12 miembros electos.

## Sistema electoral
Los 12 miembros electos fueron elegidos de seis distritos electorales de dos miembros. Tres distritos electorales urbanos (Hargeisa, Berbera y Burao ) tenían elecciones directas, mientras que los miembros de los tres distritos rurales eran elegidos por los shirs (consejos abiertos).
En los distritos electorales rurales, todos los hombres mayores de 21 años podían participar en los shirs. En las zonas urbanas, las personas podían calificar para votar si poseían o alquilaban un terreno o una casa, poseían un automóvil registrado, 10 camellos o vacas o 100 ovejas, poseían una licencia comercial o habían estado en el servicio o empleo público durante al menos dos años. [1] Solo 2.508 personas se registraron para votar en las tres circunscripciones urbanas.
Los candidatos debían poseer o alquilar tierras por valor de al menos 5.000 chelines, un ingreso mensual de al menos 300 chelines o propiedad individual de al menos 10 camellos, vacas u 100 ovejas, o propiedad familiar de al menos 40 camellos o vacas o 400 ovejas, o poseer una licencia agrícola.

## Campaña
Las elecciones fueron boicoteadas por la Liga Nacional Somalí, que había exigido una mayoría electa en el Consejo Legislativo. El partido también afirmó que las autoridades británicas manipularían la votación para evitar que ganara. Siete de los 12 escaños no fueron impugnados, por lo que no hubo votación.

## Resultados
|  | 58.33 % |

|  | 41.67 % |

|  | 100 % |

|  | 86 % |